# Vincent Curatola
Vincent Curatola (Englewood, New Jersey, 1953. augusztus 16. –) olasz származású amerikai színész. 
Legismertebb szerepe Johnny Sack, az HBO Maffiózók című sikersorozatának hideg, ravasz és láncdohányos New York-i maffiavezére.

## Fiatalkora
Curatola a New Jersey-i Englewoodban született, ahol fiatal újságkihordóként számos színészt és énekest is megismert, akik nagy hatással voltak későbbi pályafutására. Jezsuita iskolákban tanult, majd a New York Egyetemen filmkészítést tanult.
Az 1960-as években saját együttest alapított Young Republic néven, mellyel Manhattanben és környékén léptek fel.
Tanulmányai befejeztével, apjához hasonlóan ő is építőipari vállalkozó lett, majd 39 éves korában, felesége tanácsára beiratkozott Michael Moriarty színjátszó tanfolyamára.

## Színészi pályafutása
Színészi karrierje elején a kisebb szerepek és a kőművesi munka között egyensúlyozott. Olyan filmekben és sorozatokban kapott mellékszerepeket, mint az Exiled, a Harmadik műszak vagy az Esküdt ellenségek.
Az igazi áttörést a Maffiózókbeli Johnny Sack szerepe hozta meg számára. Ezt követően több sikeres filmben és televíziós produkcióban is látható volt: A maffia nótafája, Ölni kíméletesen, A férjem védelmében.

## Egyéb tevékenységei
Énekesként a Chicago rockegyüttessel több alkalommal koncertezett együtt.
2009-ben bekerült a frissen megválasztott New Jersey-i kormányzó, Chris Christie egyik, szerencsejátékokkal, sporttal és szórakoztatóiparral foglalkozó albizottságába.

## Magánélete
2007 óta Saddle Riverben él feleségével, Maureen-nal.
Sharon Angela és Michael Imperioli mellett az utóbbi New York-i színiiskolájában tanít.

## Filmográfia

### Film
| Év   | Magyar cím            | Eredeti cím                 | Szerep                                    | Magyar hang   |
| ---- | --------------------- | --------------------------- | ----------------------------------------- | ------------- |
| 1995 |                       | Dearly Beloved (rövidfilm)  | Francis Leone                             |               |
| 2003 |                       | I Am Woody (rövidfilm)      | Dr. Weeble                                |               |
| 2004 | Állásvadászok         | 2BPerfectlyHonest           | Dr. Platter                               |               |
| 2005 | A maffia nótafája     | Meet the Mobsters           | Mr. Samantha                              |               |
| 2005 | Dick és Jane trükkjei | Fun with Dick and Jane      | Dick szomszédja (stáblistán nem szerepel) |               |
| 2007 |                       | Made in Brooklyn            | bíró / rendőr                             |               |
| 2009 |                       | The Hungry Ghosts           | Nicky Z                                   |               |
| 2009 | Az új bizonyíték      | Frame of Mind               | John Mangione hadnagy                     | Albert Péter  |
| 2009 |                       | Karma, Confessions and Holi | Asa Taft                                  |               |
| 2012 | Ölni kíméletesen      | Killing Them Softly         | Johnny Amato                              | Forgács Gábor |
| 2016 | A hazafiak napja      | Patriots Day                | Thomas Menino polgármester                |               |

### Televízió
| Év        | Magyar cím                               | Eredeti cím                       | Szerep                                  | Megjegyzések                            |
| --------- | ---------------------------------------- | --------------------------------- | --------------------------------------- | --------------------------------------- |
| 1991–2000 | Esküdt ellenségek                        | Law & Order                       | bírósági hivatalnok / Joey Dantoni, Sr. | 2 epizód                                |
| 1998      |                                          | Exiled                            | Nyomozó                                 | tévéfilm                                |
| 2004      | Harmadik műszak                          | Third Watch                       | Anthony Boscorelli                      | 4 epizód                                |
| 1999–2007 | Maffiózók                                | The Sopranos                      | Johnny „Sack” Sacramoni                 | 33 epizód                               |
| 2009      |                                          | Life on Mars                      | Anthony Nunzio                          | 1 epizód                                |
| 2009      | Monk – A flúgos nyomozó                  | Monk                              | Jimmy Barlowe                           | 1 epizód                                |
| 2009–2020 | Esküdt ellenségek: Különleges ügyosztály | Law & Order: Special Victims Unit | Marv Sulloway / Al Bertuccio bíró       | 7 epizód                                |
| 2010      | Esküdt ellenségek: Bűnös szándék         | Law & Order: Criminal Intent      | Anthony „Blev” Blevvins                 | 1 epizód                                |
| 2012      | A célszemély                             | Person of Interest                | Zambrano                                | 1 epizód                                |
| 2013      | Nicky Deuce                              | Nicky Deuce                       | Paulie                                  | - tévéfilm - magyar hangja Dengyel Iván |
| 2013–2014 | A férjem védelmében                      | The Good Wife                     | Thomas Politi bíró                      | 5 epizód                                |
| 2014      | Sherlock és Watson                       | Elementary                        | Theodore „Big Teddy” Ferrara            | 1 epizód                                |
| 2014      | Zsaruvér                                 | Blue Bloods                       | Norm Valenti parancsnok                 | 1 epizód                                |
| 2016      | Feketelista                              | The Blacklist                     | Danny Vacarro                           | 1 epizód                                |
| 2020      |                                          | FBI                               | Vargas                                  | 1 epizód                                |

## Díjai és elismerései
Munkássága során két megosztott jelölést kapott a Maffiózókban nyújtott alakításáért.
| Év   | Díj                     | Kategória                            | Jelölt mű | Eredmény |
| ---- | ----------------------- | ------------------------------------ | --------- | -------- |
| 2002 | Screen Actors Guild-díj | Legjobb szereplőgárda (drámasorozat) | Maffiózók | Jelölve  |
| 2004 | Screen Actors Guild-díj | Screen Actors Guild-díj              | Maffiózók | Jelölve  |